# إصلاح العمل في البرازيل 2017

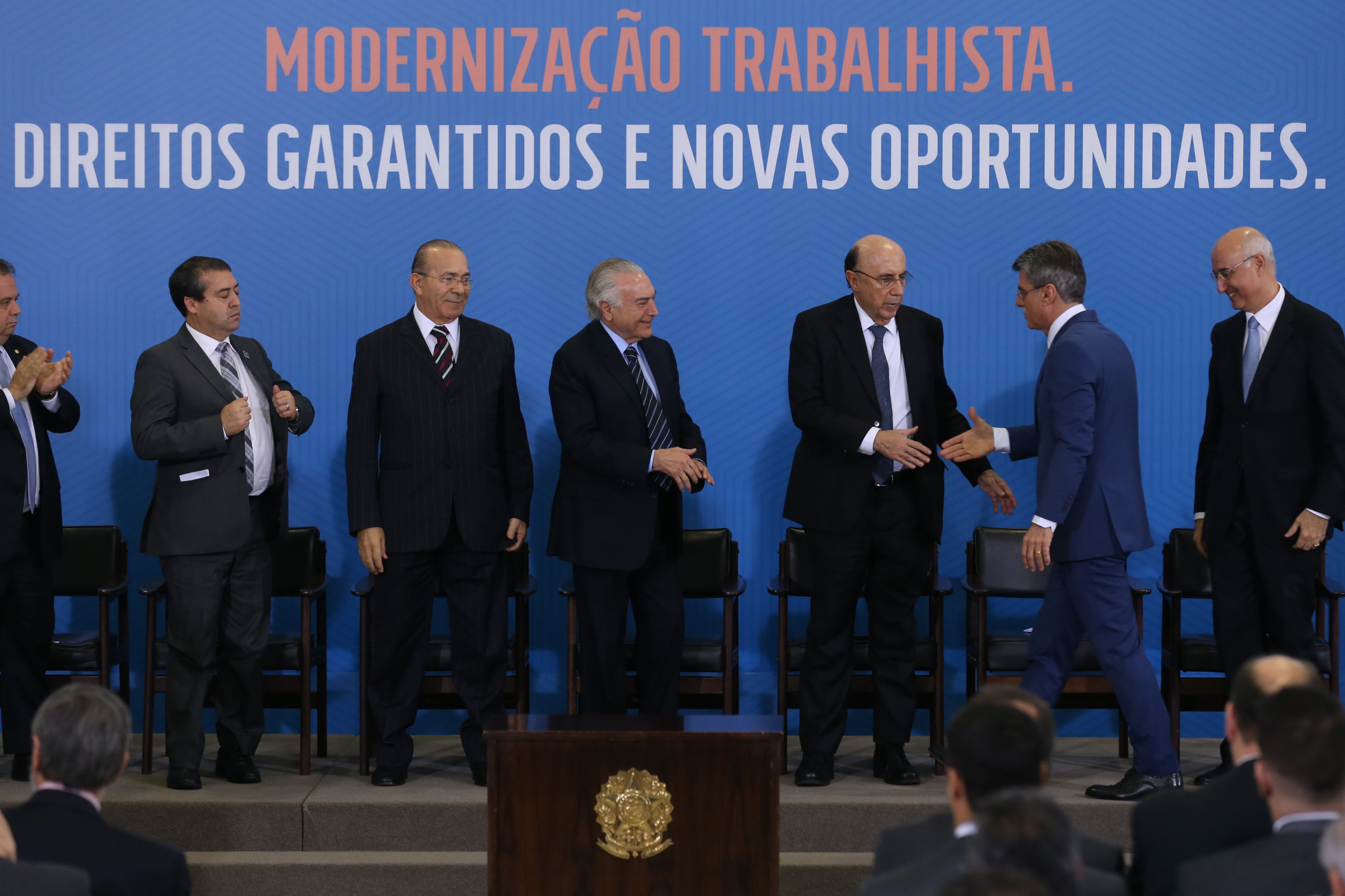
برازيليا - الرئيس ميشال تامر ووزراء وبرلمانيون يدلون ببيان بعد الموافقة على إصلاح العمل.

إصلاح العمل في البرازيل كان تغييرًا مهمًا في توحيد قوانين العمل في البرازيل. وفقًا للحكومة، كان الهدف من الإصلاح هو مكافحة البطالة والأزمة الاقتصادية التي كانت تمر بها البلاد في ذلك الوقت.
تم اقتراح مشروع القانون وإرساله إلى مجلس النواب من قبل الرئيس ميشال تامر في 23 ديسمبر 2016. منذ ذلك الحين أثناء معالجته في الكونغرس الوطني كان قد مر بالعديد من المناقشات والإضافات إلى مشروع القانون الأصلي، على سبيل المثال كان هناك اقتراح بإنهاء الضريبة النقابية الإجبارية التي يدفعها العمال المعينون بموجب قانون قانون العمل.
تمت الموافقة على مشروع القانون من قبل المجلس في 26 أبريل 2017 بأغلبية 296 صوتًا مقابل 177 ضده. في وقت لاحق وفي مجلس الشيوخ الاتحادي، تمت الموافقة عليه في 11 يوليو 2017 بأغلبية 50 صوتًا مقابل 26 صوتًا. ثم أقره الرئيس في 13 يوليو 2017 دون استخدام حق النقض. وبدأ سريان القانون في 11 نوفمبر من نفس العام، بعد 120 يومًا من الإجراء.
كان إصلاح العمل مثيرًا للجدل في المجتمع البرازيلي. ويقول مؤيدوه إن الإصلاح يعالج اليقين القانوني ويزيد من عدد الوظائف. يجادل منتقدوه بأن الإصلاح ينتهك الدستور البرازيلي واتفاقيات منظمة العمل الدولية التي وقعتها البرازيل.